# Псалом 61
Псалом 61 (у масоретській нумерації — 62) — 61-й псалом Книги псалмів. Авторство приписується цареві Давидові. Псалом закликає не втрачати віру в Господа, через якого людська душа може знайти спасіння.   

## Структура псалому
Ергард С. Ґерстенберґер розділив псалом таким чином:
- Вірш 1: Заголовок
- Вірші 2: Вістування
- Вірш 4: Осудження
- Вірш 5: Обвинувачення
- Вірші 6–8: Вістування
- Вірші 9–13: Повчання.

## Текст
| Вірш | Гебрейська мова                                            | Давньогрецька мова (Септуаґінта)                                                                                                   | Латинська мова (Вульгата)                                                                                         | Українська мова (Переклад Хоменка)                                                                                             |
| ---- | ---------------------------------------------------------- | --- | --- | --- |
| 1    | לַמְנַצֵּ֥חַ עַֽל־יְדוּת֗וּן מִזְמֹ֥ור לְדָוִֽד׃                                | Εἰς τὸ τέλος, ὑπὲρ Ιδιθουν· ψαλμὸς τῷ Δαυιδ.                                                                                       | In finem, pro Idithun. Psalmus David.                                                                             | Провідникові хору. Для Ідутуна. Псалом. Давида.                                                                                |
| 2    | אַ֣ךְ אֶל־אֱ֭לֹהִים דּֽוּמִיָּ֣ה נַפְשִׁ֑י מִ֝מֶּ֗נּוּ יְשׁוּעָתִֽי׃                        | Οὐχὶ τῷ θεῷ ὑποταγήσεται ἡ ψυχή μου; παρ᾽ αὐτοῦ γὰρ τὸ σωτήριόν μου·                                                               | [Nonne Deo subjecta erit anima mea? ab ipso enim salutare meum.                                                   | Лише у Бозі душа моя має спочинок, в ньому моє спасіння.                                                                       |
| 3    | אַךְ־ה֣וּא צ֭וּרִי וִֽישׁוּעָתִ֑י מִ֝שְׂגַּבִּ֗י לֹא־אֶמֹּ֥וט רַבָּֽה׃                     | καὶ γὰρ αὐτὸς θεός μου καὶ σωτήρ μου, ἀντιλήμπτωρ μου· οὐ μὴ σαλευθῶ ἐπὶ πλεῖον.                                                   | Nam et ipse Deus meus et salutaris meus; susceptor meus, non movebor amplius.                                     | Тільки він моє спасіння й моя скеля, мій захист: не захитаюсь ані трохи.                                                       |
| 4    | עַד־אָ֤נָה׀ תְּהֹֽותְת֣וּ עַל אִישׁ֮ תְּרָצְּח֪וּ כֻ֫לְּכֶ֥ם כְּקִ֥יר נָט֑וּי גָּ֝דֵ֗ר הַדְּחוּיָֽה׃     | ἕως πότε ἐπιτίθεσθε ἐπ᾽ ἄνθρωπον; φονεύετε πάντες ὡς τοίχῳ κεκλιμένῳ καὶ φραγμῷ ὠσμένῳ.                                            | Quousque irruitis in hominem? interficitis universi vos, tamquam parieti inclinato et maceriæ depulsæ.            | Доки ви будете на чоловіка нападати, усі вкупі його валити, неначе мур похилений, неначе огорожу, що валиться?                 |
| 5    | אַ֤ךְ מִשְּׂאֵתֹ֨ו׀ יָעֲצ֣וּ לְהַדִּיחַ֮ יִרְצ֪וּ כָ֫זָ֥ב בְּפִ֥יו יְבָרֵ֑כוּ וּ֝בְקִרְבָּ֗ם יְקַלְלוּ־סֶֽלָה׃ | πλὴν τὴν τιμήν μου ἐβουλεύσαντο ἀπώσασθαι, ἔδραμον ἐν ψεύδει, τῷ στόματι αὐτῶν εὐλογοῦσαν καὶ τῇ καρδίᾳ αὐτῶν κατηρῶντο. διάψαλμα. | Verumtamen pretium meum cogitaverunt repellere; cucurri in siti: ore suo benedicebant, et corde suo maledicebant. | Вони тільки й гадають, як би мене з висоти зіпхнути; вони люблять брехні. Устами своїми благословляють, а в серці проклинають. |
| 6    | אַ֣ךְ לֵ֭אלֹהִים דֹּ֣ומִּי נַפְשִׁ֑י כִּי־מִ֝מֶּ֗נּוּ תִּקְוָתִֽי׃                         | πλὴν τῷ θεῷ ὑποτάγηθι, ἡ ψυχή μου, ὅτι παρ᾽ αὐτοῦ ἡ ὑπομονή μου·                                                                   | Verumtamen Deo subjecta esto, anima mea, quoniam ab ipso patientia mea:                                           | Лише у Бозі спочивай, душе моя, у ньому бо моя надія.                                                                          |
| 7    | אַךְ־ה֣וּא צ֭וּרִי וִֽישׁוּעָתִ֑י מִ֝שְׂגַּבִּ֗י לֹ֣א אֶמֹּֽוט׃                         | ὅτι αὐτὸς θεός μου καὶ σωτήρ μου, ἀντιλήμπτωρ μου· οὐ μὴ μεταναστεύσω.                                                             | quia ipse Deus meus et salvator meus, adjutor meus, non emigrabo.                                                 | Лиш він моя скеля й моє спасіння, мій захист, — я не захитаюсь.                                                                |
| 8    | עַל־אֱ֭לֹהִים יִשְׁעִ֣י וּכְבֹודִ֑י צוּר־עֻזִּ֥י מַ֝חְסִ֗י בֵּֽאלֹהִֽים׃                  | ἐπὶ τῷ θεῷ τὸ σωτήριόν μου καὶ ἡ δόξα μου· ὁ θεὸς τῆς βοηθείας μου, καὶ ἡ ἐλπίς μου ἐπὶ τῷ θεῷ.                                    | In Deo salutare meum et gloria mea; Deus auxilii mei, et spes mea in Deo est.                                     | У Бозі моє спасіння й моя слава, міцна моя скеля; прибіжище моє у Бозі.                                                        |
| 9    | בִּטְח֘וּ בֹ֤ו בְכָל־עֵ֨ת׀ עָ֗ם שִׁפְכֽוּ־לְפָנָ֥יו לְבַבְכֶ֑ם אֱלֹהִ֖ים מַחֲסֶה־לָּ֣נוּ סֶֽלָה׃    | ἐλπίσατε ἐπ᾽ αὐτόν, πᾶσα συναγωγὴ λαοῦ· ἐκχέετε ἐνώπιον αὐτοῦ τὰς καρδίας ὑμῶν· ὁ θεὸς βοηθὸς ἡμῶν. διάψαλμα.                      | Sperate in eo, omnis congregatio populi; effundite coram illo corda vestra: Deus adjutor noster in æternum.       | Звіряйтеся на нього повсякчас, народи, виливайте перед ним серця ваші! Бог — нам пристановище.                                 |
| 10   | אַ֤ךְ׀ הֶ֥בֶל בְּנֵֽי־אָדָם֮ כָּזָ֪ב בְּנֵ֫י אִ֥ישׁ בְּמֹאזְנַ֥יִם לַעֲלֹ֑ות הֵ֝֗מָּה מֵהֶ֥בֶל יָֽחַד׃    | πλὴν μάταιοι οἱ υἱοὶ τῶν ἀνθρώπων, ψευδεῖς οἱ υἱοὶ τῶν ἀνθρώπων ἐν ζυγοῖς τοῦ ἀδικῆσαι αὐτοὶ ἐκ ματαιότητος ἐπὶ τὸ αὐτό.           | Verumtamen vani filii hominum, mendaces filii hominum in stateris, ut decipiant ipsi de vanitate in idipsum.      | Лиш подув — людські діти, брехня — сини вельможних; вони на вазі йдуть угору, легші від пари усі разом.                        |
| 11   | אַל־תִּבְטְח֣וּ בְעֹשֶׁק֮ וּבְגָזֵ֪ל אַל־תֶּ֫הְבָּ֥לוּ חַ֤יִל׀ כִּֽי־יָנ֑וּב אַל־תָּשִׁ֥יתוּ לֵֽב׃     | μὴ ἐλπίζετε ἐπὶ ἀδικίαν καὶ ἐπὶ ἅρπαγμα μὴ ἐπιποθεῖτε· πλοῦτος ἐὰν ῥέῃ, μὴ προστίθεσθε καρδίαν.                                    | Nolite sperare in iniquitate, et rapinas nolite concupiscere; divitiæ si affluant, nolite cor apponere.           | Не надійтеся на здирство, і грабунком марно не вихваляйтесь; коли зростає багатство, не прив'язуйтесь до нього серцем.         |
| 12   | אַחַ֤ת׀ דִּבֶּ֬ר אֱלֹהִ֗ים שְׁתַּֽיִם־ז֥וּ שָׁמָ֑עְתִּי כִּ֥י עֹ֝֗ז לֵאלֹהִֽים׃                 | ἅπαξ ἐλάλησεν ὁ θεός, δύο ταῦτα ἤκουσα,                                                                                            | Semel locutus est Deus; duo hæc audivi: quia potestas Dei est,                                                    | Одне сказав Бог, оці дві речі чув я: що сила Богові належить                                                                   |
| 13   | וּלְךָֽ־אֲדֹנָ֥י חָ֑סֶד כִּֽי־אַתָּ֨ה תְשַׁלֵּ֖ם לְאִ֣ישׁ כְּֽמַעֲשֵֽׂהוּ׃                      | ὅτι τὸ κράτος τοῦ θεοῦ, καὶ σοί, κύριε, τὸ ἔλεος, ὅτι σὺ ἀποδώσεις ἑκάστῳ κατὰ τὰ ἔργα αὐτοῦ.                                      | et tibi, Domine, misericordia: quia tu reddes unicuique juxta opera sua.]                                         | і що у тебе, Господи, милість; бо ти воздаєш кожному згідно з його ділами.                                                     |

## Тлумачення
Вчений Старого Завіту Джеймс Лімбурґ вважає ідею Бога як скелі у цьому псалмі центральною. Крім того, ця ідея присутня у віршах 3, 7 та 8. Така ідея Бога як скелі також з’являється пізніше у зображенні Христа як скелі церкви.

## Використання

### Новий Завіт
Вірш 13 процитований у Євангелії від Матвія (Мт. 16:27) і у Посланні до Римлян Рим. 2:6.

## Використання у музиці
Псалом був покладений на музику різними мовами такими композиторами як:
- Вільям Беннетт: для САТБ (вірші 1-2, 7-8, англ., BCP)
- Йозеф фон Ейблер: для САТБ (вірш 9, лат. «Deo for eo»)
- Клод Ґудімель: для САТБ (фран., метрична версія Клемана Маро)
- Фернандо ді Лассо: для ССАТТБ (вірші 9,11, лат. «Domino for eo»)
- Орландо ді Лассо: для ССАТТБ (вірші 8-9., лат.)
- Даніель Рід: для САТБ (з 3 вірша, англ., метрична версія Ісаака Вотса)
- Людвіг Роттер: для САТБ (вірш 9, лат.)

- Якоб Гайнріх Лютцель — нім. Meine Seele ist stille
- Паоло Пандольфо — італ. O Dio
- Генріх Шютц — нім. Meine Seele ist still in meinem Gott, SWV 159
- Карл Штайн — нім. Meine Seele ist stille zu Gott.